# Communauté de communes du Pays Santon
La communauté de communes du Pays Santon est une ancienne communauté de communes française, située dans le département de la Charente-Maritime et la région Poitou-Charentes. Elle a été dissoute en janvier 2013 par fusion avec la communauté de communes Vignobles et Vals boisés du Pays Buriaud, pour constituer la communauté d'agglomération de Saintes.

## Histoire
- Régime fiscal (au 01/01/2006) : taxe professionnelle unique (TPU).

## Composition
Elle regroupait 19 communes :
- Bussac-sur-Charente
- La Chapelle-des-Pots
- Chermignac
- Colombiers
- Courcoury
- Le Douhet
- Écurat
- Fontcouverte
- Les Gonds
- La Jard
- Pessines
- Préguillac
- Saint-Georges-des-Coteaux
- Saint-Sever-de-Saintonge
- Saint-Vaize
- Saintes
- Thénac
- Varzay
- Vénérand

## Données géographiques
- Superficie : 251 km2, soit 3,66 % du département de la Charente-Maritime.
- Quatre cantons concernés : canton de Pons, canton de Saintes-Est, canton de Saintes-Nord et canton de Saintes-Ouest.
- Population en 2007 : 43 587 habitants, soit 7,2 % du département de la Charente-Maritime en 2007. Par sa population, c'était la cinquième structure intercommunale de la Charente-Maritime.
- Densité de population en 2007 : 174 hab./km2 (88 hab./km2 Charente-Maritime). La densité de population était environ deux fois supérieure à celle du département.
- Évolution annuelle de la population (entre 1999 et 2007) : +1,04 % (+1,09 % pour le département).
- Évolution annuelle de la population (entre 1990 et 1999)[2] : +0,19 % (+0,61 % pour le département).
- Une ville de plus de 15 000 habitants : Saintes (25 149 hab.).
- Deux communes entre 2 000 et 15 000 habitants : Fontcouverte (2 400 hab.) et Saint-Georges-des-Coteaux (2 650 hab.).